# Harsh
Harsh é uma categoria composta de vários gêneros distintos de música que têm empregado ruído como um recurso musical. Inclui uma ampla gama de estilos musicais em práticas criativas, que usa o ruído recurso como rudimento.
Ele pode caracterizar acusticamente ou eletronicamente o ruído gerado de instrumentos musicais tradicionais ou não.
Pode incorporar sons de máquina, técnica vocais, mídia de áudio, efeitos sonoros, ruídos eletronicos e outros sinais eletrônicos produzidos aleatoriamente , tais como  distorção, retorno de áudio(feedback), chiado e zumbido. Também pode haver ênfase em níveis de volume elevados e longos.

Geralmente harsh pode conter aspectos como improvisação, técnica estendida, cacofonia e indeterminação, e em muitos casos, o uso convencional de melodia, harmonia e ritmo.
O movimento  futurista  de arte foi importante para o desenvolvimento da estética do harsh, como foi o movimento de arte (um exemplo sendo o  show Antisymphony realizado em 30 de abril de 1919, em Berlim) e mais tarde os movimentos da arte surrealista e Fluxus, especificamente os artistas Fluxus  Joe Jones, Yasunao Tom, George Brecht, Robert Watts, Wolf Vostell, Yoko Ono, Nam June Paik, Walter De Maria's Ocean Music, Milan Knížák's Broken Music Composition, LaMonte Young e Takehisa Kosugi.
Música ruído(Harsh) contemporânea é freqüentemente associada com o volume de extrema e distorção. No rock experimental temos exemplos de Jimi Hendrix no uso do feedback, em Metal Machine Music de Lou Reed e tambem Sonic Youth. Outros exemplos de música que contêm recursos baseados em harsh incluem obras de Iannis Xenakis, Karlheinz Stockhausen, Lachenmann Helmut, Cornelius Cardew, Theatre of Eternal Music, Rhys Chatham, Ryoji Ikeda, Survival Research Laboratories, Whitehouse, Cabaret Voltaire, Psychic TV, Blackhouse, sound sculpture de Jean Tinguely(especificamente Bascule VII), na musica de Hermann Nitsch Orgien Mysterien Theater, e La Monte Young a partir da década de 1960. Generos como industrial, technoid , lo-fi, black metal, sludge metal e glitch estão nesta categoria.